# Генріх I (король Наварри)
Ге́нріх I (лат. Henricus; 1244 — 22 липня 1274) — король Наварри (1270—1274), граф Шампанський. Представник Блуаського дому. Син наваррського короля Теобальда I. Молодший брат наваррського короля Теобальда II. Успадкував трон після смерті брата. Помер у Памплоні, Наварра. Його титули і володіння успадкувала донька Іоанна. Прізвисько — Товсти́й.

## Імена
- Анрі́ (фр. Henri) — у французьких документах.
- Ге́нріх (лат. Henricus) — у латинських документах.
- Енрі́ке (ісп. Enrique, баск. Henrike) — у іспанських документах.
- Ге́нріх І (баск. Henrike I, ісп. Enrique I, фр. Henri I) — як король Наварри.
- Ге́нріх III (баск. Henrike III, ісп. Enrique ІІІ, фр. Henri III) — як граф Шампанський.
- Ге́нріх І Наварський (ісп. Enrique I de Navarra, фр. Henri I de Navarre, баск. Henrike I Nafarroakoa) — за назвою королівства.
- Ге́нріх ІІІ Шампанський (ісп. Enrique I de Champaña, фр. Henri III de Champagne) — за назвою графства.
- Ге́нріх Товстий (ісп. Enrique el Gordo, фр. Henri le Gros, баск. Henrike, Gizena) — за прізвиськом.

## Біографія

### Граф
Походив з династії Блуа-Шампань (Шампанська династія). Молодший син Теобальда I, короля Наварри, графа Шампані і Брі, та Маргарити де Бурбон-Дампьєр. 1258 року стає графом Росней, також отримував від брата-короля 5000 ліврів щорічної пенсії.
У 1265 році планувався шлюб з Констанцією, донькою Гастона VII, віконта Беарна. Втім через спротив Генріха III Плантагенета, короля Англії, від цієї ідеї відмовилися. Під час відсутності брата Теобальда II у 1259—1260 та у 1270 роках був регентом Наваррського королівства. 1269 року одружився з донькою графа Артуа.

### Королювання

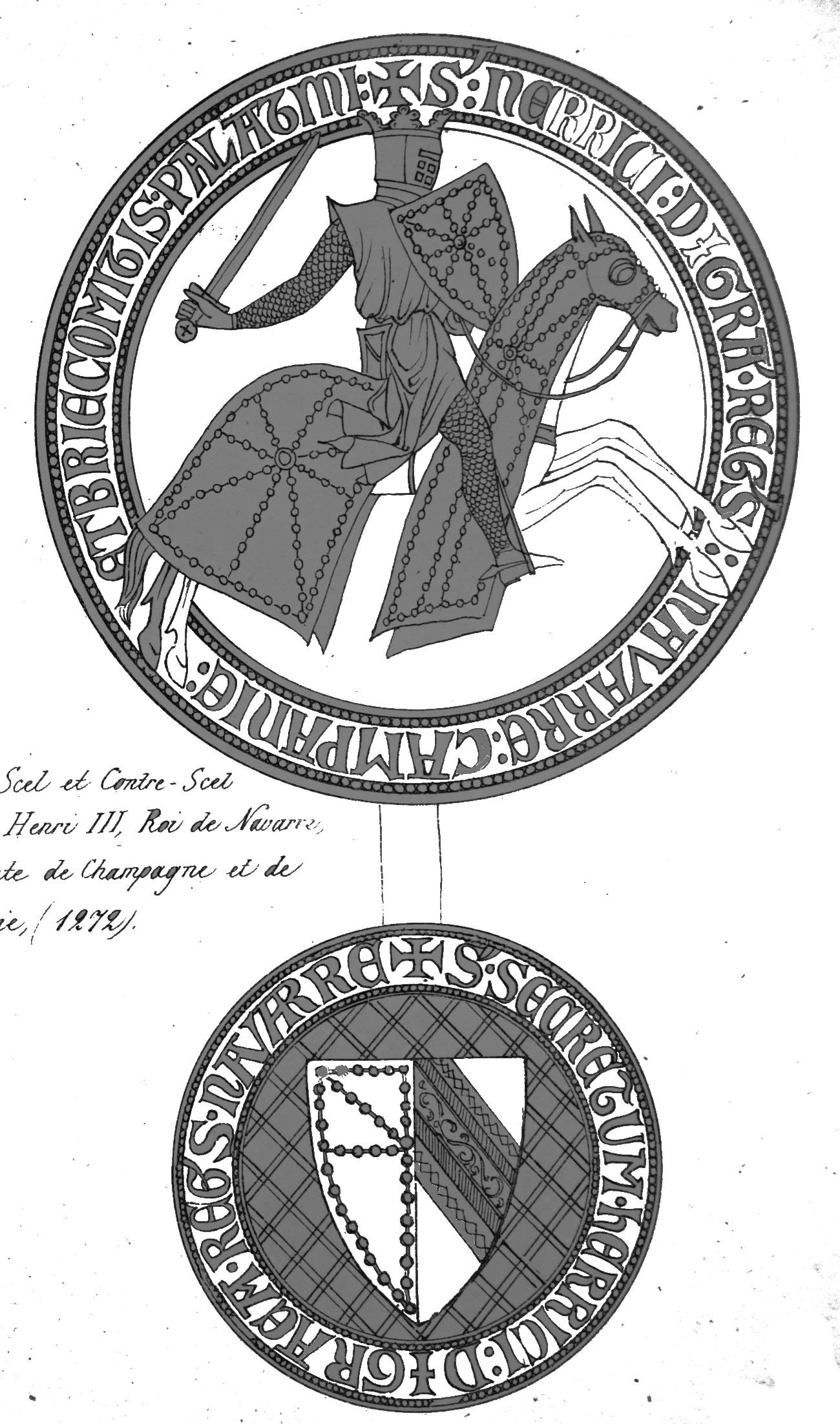
Печатка Генріха

Генріх став графом Шампані і Брі та королем Наварри після смерті бездітного брата Теобальда II. Насамперед він відбув до Парижа, щоб скласти присягу васала Філіпу III, королю Франції. 1 березня 1271 року в Памплоні оголошено королем. 1272 року влаштував заручини сина з Іолантою, донькою короля Кастилії.
Коронація в Наваррі відбулася лише у травні 1273 року. Там він надав фуерос (привілеї) жителям міст Естелла, Лос-Аркос і Віана. Король Наварри відкинув пропозицію кастильського інфанта Філіпа, що підбурював його проти Альфонсо X, короля Кастилії і Леону. Також завершив конфлікт між містами Наваррерія і Сан-Ніколас.
У 1273 році єдиний син Генріха загинув, впавши з муру замку в Естеллі. 1274 року Генріх I помер від ожиріння. Йому спадкувала донька Жанна (Хуана), що 1284 року вступила в шлюб із французьким дофіном Філіпом Капетом. Таким чином, Шампань увійшла до королівського домену Франції, а з королювання Філіпа IV корони Наварри і Франції були вперше об'єднані.

## Характеристика
За свідченнями сучасників король був простим у спілкуванні у і не гидував розмовляти з простими селянами Наварри.

## Родина
Дружина — Бланка, донька Робера I, графа д'Артуа.
Діти:
- Теобальд (бл. 1270—1273)
- Хуана (—1305), королева Наварри у 1274—1305 роках

1 бастард